# Paweł Sobiechowski
Bp Paweł Sobiechowski (ur. w Detroit) – biskup Polskiego Narodowego Kościoła Katolickiego w USA i Kanadzie, ordynariusz diecezji wschodniej PNKK, proboszcz parafii katedralnej PNKK pw. św. Trójcy w Manchester, (USA), społecznik i działacz środowisk polonijnych. Członek Komisji dialogu pomiędzy Polskim Narodowym Kościołem Katolickim a Kościołem rzymskokatolickim. Wikariuszami biskupa są ks. Stanisław Biliński i ks. Raymond Drada.
Paweł Sobiechowski urodził się w Detroit, gdzie jego ojciec był kierowcą autobusu, a matka gospodynią domową. Ukończył studia na Wayne State University, uzyskując dyplom z historii i języka polskiego, a następnie Seminarium Teologiczne PNKK im. Savonaroli w Scranton i został wyświęcony na kapłana w 1979 roku. Służył z dużymi sukcesami i zapałem na parafiach w Chicago i Davie. Ks. Paweł Sobiechowski został wybrany podczas XXIII Synodu PNKK w listopadzie 2010 roku na godność biskupa. 18 października 2011 roku przyjął z rąk bpa dr Antoniego Mikovskiego święcenia biskupie w katedrze św. Stanisława Błogosławionego Męcznnika w Scranton. W uroczystość wzięło udział kilkaset wiernych, obecni byli także goście ekumeniczni: biskup Filadelfii Tichon z Kościoła Prawosławnego w Ameryce, bp James Timlin z Kościoła rzymskokatolickiego, bp Richard W. Lipka z Kościoła Episkopalnego Ameryki Północnej i inni. Biskup Sobiechowski od grudnia 2011 roku jest ordynariuszem diecezji wschodniej Polskiego Narodowego Kościoła Katolickiego w Stanach Zjednoczonych i Kanadzie. 18 czerwca 2013 roku uczestniczył w Synodzie Ogólnopolskim Kościoła Polskokatolickiego w Konstancinie-Jeziornie.
Bp Paweł Sobiechowski jest znanym w USA działaczem środowisk polonijnych, od wielu lat z sukcesem organizuje Dzień Narodowego Dziedzictwa Kulturowego w Detroit oraz wspiera świąteczne akcje fundacji The Davie Emergency Assistance Service Effort i Kongresu Polonii Amerykańskiej. Mówi biegle po angielsku, polsku i hiszpańsku. Bp Sobiechowski jest żonaty, ma jednego syna, który służy teraz w armii amerykańskiej (US Marine Corps).